# 林部香織
林部 香織（はやしべ かおり、1970年（昭和45年）1月6日 - ）は、フリーアナウンサー。

## 来歴
大阪府松原市出身。関西学院大学文学部卒業後、1994年4月に北海道放送（HBC）にアナウンサーとして入社。『ベストテンほっかいどう』日曜版を担当していた時は「カオリン」という愛称で呼ばれていた。
1998年、地元である大阪に戻りフリーアナウンサーに転向。『WE!テレポート6』に同じく出演していた元HBCアナウンサーの鶴羽佳子が社長を務める（有）オフィス鶴羽に所属。2005年春に結婚。同年9月に出産のため、『FNNスーパーニュースほっとKANSAI』を降板（後任は林部と同じ大学出身で同番組スポーツ担当の村西利恵が担当）。同年10月に出産後は、CM等の仕事を行っている。
大学時代は体育会スキー競技部に所属し、アルペン選手であったため、HBCに在籍していた際はスキージャンプの体験リポートを行っていた。

## 出演番組

### 過去出演番組
HBCアナウンサー時代
- WE!テレポート6
- ベストテンほっかいどう
- 気になるパンプキン

フリーアナウンサー転向後
- FNNスーパーニュースKANSAI（関西テレビ）- 1999年4月 〜 2001年3月
- FNNスーパーニュースほっとKANSAI（関西テレビ）- 2001年4月 〜 2005年9月
- 伊藤史隆のOn-site RADIO（ABCラジオ）- 2016年4月25日・9月5日放送分にゲスト出演。

## その他
CM
- アサヒ軽金属 －2008年（ナレーション）